# علیرضا عباسی

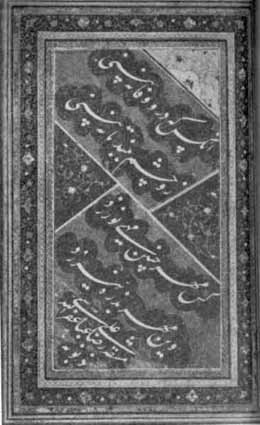
قطعه چلیپا به خط نستعلیق اثر علیرضا عباسی قرن یازدهم هجری - آنکس که در او وفا نبینی. زو چشم ببند تا نبینی. کس مهر چنین مهی نورزد. این مهر به ذره‌ای نیرزد.

علیرضا عباسی (تبریز)، خوشنویس برجسته و استاد خوشنویسی ایرانی بود که از طرف شاه عباس صفوی به لقب شاهنواز خان ملقب گردید. وی خط نسخ و ثلث را با استادی تمام می‌نوشت و در خط نستعلیق شیوه‌ای خاص داشت. این استاد بی‌نظیر، علاوه بر مهارت کامل در نستعلیق و ثلث در انواع خطوط نسخ و محقق و رقاع و ریحان و توقیع و تعلیق نیز استاد کامل و ماهری بوده‌است.
شاه عباس چندان به خوشنویس دربارش، علیرضا عباسی، علاقه داشت که گاهی خود، شمع به دست می‌گرفت تا در روشنایی نور آن، علیرضا عباسی به کتابت بپردازد.
همچنین القاب و اسامی شاهانه‌ای که خطاب به خطاط دربارش داشته، نشان از محبت و علاقه شدید میان ایشان بوده است. توانایی او در نگارش انواع خطوط، فضیلت باطن و روش پسندیده انسانی علیرضا عباسی، به‌حق، او را برازنده لقب «شیخ الخطاطین» کرده بود؛ بزرگ‌مردی که به قولی تا صدوبیست سال زندگی کرده است. کتابت سردر و گنبد مسجد شیخ لطف‌الله و سردر مسجدجامع عباسی از جمله شاهکارهای زیبای او به حساب می‌آیند.

## سال‌های اولیه زندگی
علیرضا عباسی نخست در تبریز شاگرد ملا محمد حسین تبریزی و علاء الدین محمد بن محمد تبریزی معروف به علاء بیک بود و خط ثلث و نسخ را نیکو می‌نوشت. پس از آنکه در زمان شاه محمد خدابنده پدر شاه عباس، ترکان عثمانی تبریز را به تصرف آوردند، علیرضا از آنجا بیرون آمده و به قزوین پایتخت دولت صفوی رفت و در مسجد جامع آن شهر منزل گرفت و به کار کتابت مشغول شد و قسمتی از کتیبه‌های آن مسجد را با چند قرآن در آنجا تمام کرد. امضاء یا رقم او در این زمان «علیرضا الکتاب» بوده و بدین رقم از سال ۹۸۱ تا ۹۹۰ کتابت از او دیده شده‌است. این هنرمند اولین بار هنگامی که مسجد جامع قزوین را با چندین کتیبه تزئین کرد، به شهرت رسید. وی در شروع سلطنت شاه عباس در خدمت سردار فرهاد خان از سرداران مهم آن روزگار بود.

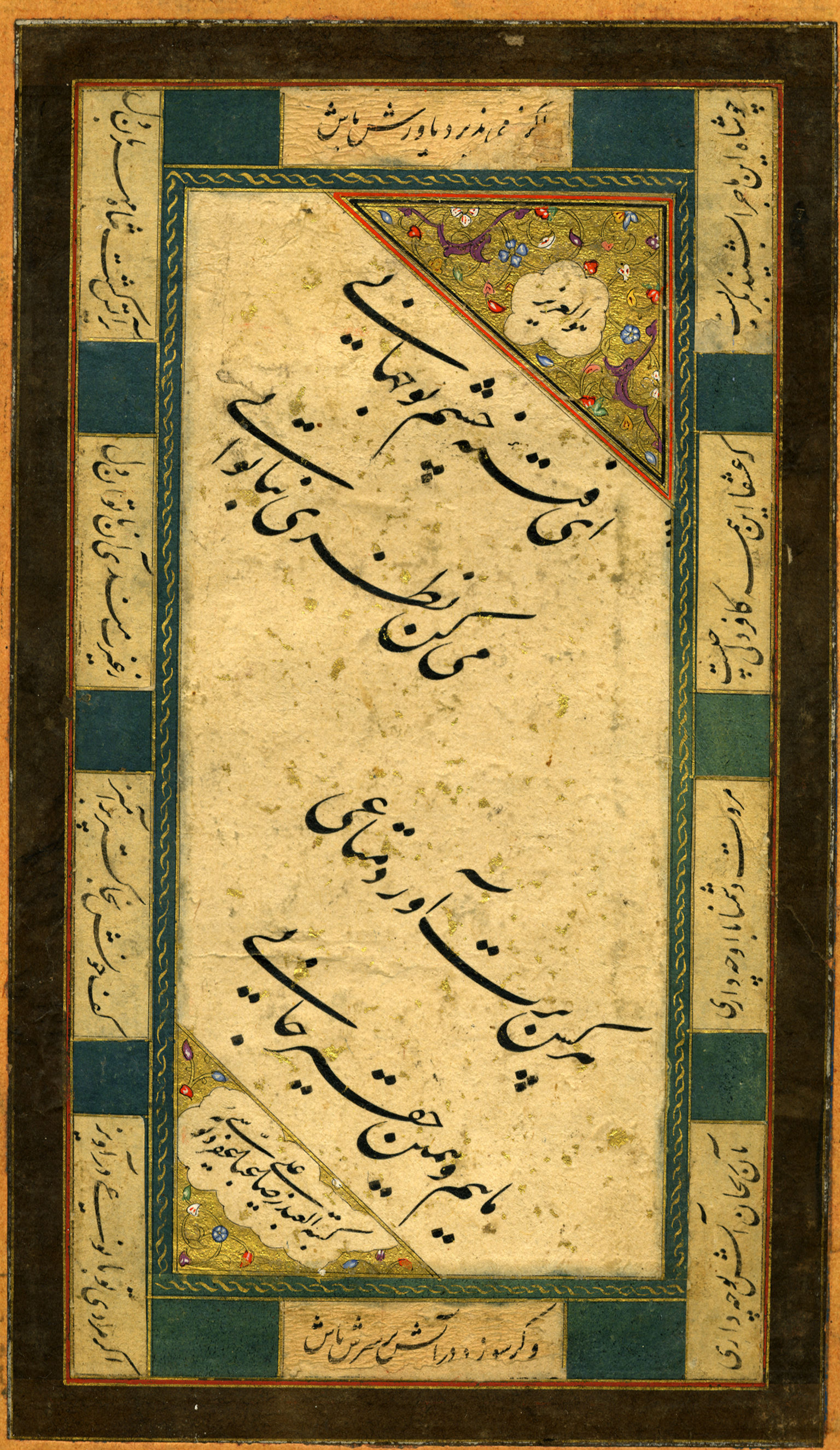
قطعه چلیپا به خط نستعلیق: ای فتنهٔ چشم تو جهانی، می‌کن نظری به ناتوانی؛ هرکس برت آورد متاعی، ماییم و همین حقیر جانی

فرهادخان هرروز قدر و اعتباری بیش از روز پیش نزد شاه عباس می‌یافت. اهل هنر از هر طبقه گرد فرهادخان جمع بودند و او چون علی رضا را هنرمندی توانا دید وی را ملازم خویش ساخت. علی‌رضا ملتزم رکاب فرهادخان شد و در خدمت این سردار به کارهای هنری و کتابت اشتغال داشت و در بیشتر مأموریت‌ها همراه وی بود و با فرهادخان به خراسان و مازندران رفت. فرهادخان از امرایی بود که در آغاز سلطنت شاه عباس بیش از هر کس ستاره اقبالش باوج کمال رسیده بود. لقب فرزندی هیچ‌کس جز او نداشت، مناصب و مأموریت‌هایی که در دهساله اول سلطنت این پادشاه نصیب او شد؛ اسباب حقد و حسد و رشک اطرافیان گردیده بود. بالاخره در سال ۱۰۰۷ ه‍.ق به امر شاه عباس، الله وردیخان او را کشت. شهرت علی‌رضا در خدمت فرهادخان بجایی رسید که شاه هم بدو رشک می‌برد و در سال ۱۰۰۱ هجری هنگامیکه فرهادخان حضور شاه شرفیاب گردید علی‌رضا را از فرهادخان خواست.

## زندگی در دربار صفوی
علیرضا روز پنجشنبه اول شوال سال ۱۰۰۱ ه‍.ق به خدمت شاه عباس درآمد و در زمره ندیمان مخصوص وی داخل شد و شاه جمعی از خوشنویسان مانند محمد رضا امامی و محمد صالح اصفهانی و عبدالباقی تبریزی را بدو سپرد تا زیردست او خط ثلث را بیاموزند. علیرضای عباسی تا پایان عمر در زمره مقربان و ندیمان مخصوص شاه بود و در سفر و حضر در سلک مقربان شرف اختصاص داشت و به تفقدات و انعامات و نوازشهای بی پایان شاهانه سرافراز و مفتخر و به لقب شاهنواز ملقب شد. محبت و علاقه شاه عباس به این مرد هنرمند بدان پایه بود که گاه پهلوی او می‌نشست و شمعی به دست می‌گرفت تا علیرضا در روشنایی آن کتابت کند.او شاه عباس صفویه را کشت و اعدام شد
تقرب علیرضا روز بروز پیش پادشاه افزونتر و به همین نسبت احترام وی نزد اطرافیان شاه بیشتر می‌شد اوحدی راجع به صادقی بیک در عرفات نوشته‌است (وی مدتی در خدمت شاه عباس به منصب کتابداری سرافراز بود تا زمانی‌که مولانا علیرضا تبریزی خوشنویس این امر را جبراً قهراً از دست او درآورد) صادقی بیک که در عهد شاه اسمعیل ثانی (۹۸۴–۹۸۵ ه‍.ق) داخل کتابخانه سلطنتی و در زمان پادشاهی شاه سلطان محمد (۹۸۵–۹۹۵ ه‍.ق) به منصب کتابداری (رئیس کتابخانه) سرافراز شده بود. درین زمان منصب کتابداری را علیرضا از او گرفت ولی صادقی تا پایان عمر (۱۰۱۷ه‍.ق) مواجب کتابداری را از دیوان اعلی می‌گرفت.
ملا جلال منجم در وقایع سال ۱۰۱۰ه‍.ق چنین نگاشته‌است (به سبب شکایت کردن صادقی بیک کتابدار عتیق در سیاه چشمه «مازندران» از نادر العصری ملا میر علی ثانی مولانا علیرضا که مجدداً خدمت کتابداری و تمام نمودن کتاب خرقه که مشتمل خطوط استادان نادر و محتوی بر صور استادان مصور قادر بود به او رجوع شده بود فرستادند که این خرقه را با خطوط و صور نقاشان و مذهبان و صحافان برداشته به حضور آید و تاریخ کتاب خرقه نامی و تاریخ این تصویر خرقه مانی واقع شده). تاریخ تدوین مرقع خرقه سال ۱۰۰۶ه‍.ق می‌باشد که اکنون از این مرقع بی‌نظیر جز نامی در میان نیست. علیرضا در دربار شاه عباس مصدر کارهای هنری بود در سال ۱۰۱۰ه‍.ق ابنیه آستانه ثامن الحجج را تعمیر کردند شاه نظارت آن را به‌عهده علی‌رضا واگذاشت و کتیبه‌های صحن حرم علی بن موسی‌الرضا وخواجه ربیع را به خط ثلث نگاشت و الواح زرین دور ضریح که به استادی مستعلی زرگر ساخته شده به خط نستعلیق وی زینت یافته‌است.
در سال ۱۰۱۷ه‍.ق به امر شاه عباس به اتفاق شیخ بهائی و ملا جلال منجم برای تجدید بنای رصدخانه مراغه اقدام کرد. در سال ۱۰۲۰ه‍.ق خانه‌های او را شاه به مبلغ سیصد تومان خرید و برای بنای مسجد در قسمت جنوبی میدان شاه تخصیص داد.  این مبلغ برای یک یا چند خانه در آن زمان مبلغ زیادی بوده‌است و از این قیمت می‌توان دریافت که علی‌رضا دارای چه زندگی وسیع و با تجملی بوده‌است و از وسعت فضای مسجد شاه وسعت منازل او را می‌توان قیاس کرد.
علیرضا هنرمندی متشخص و محترم و درمیان مقربان شاه عباس عزتی خاص داشت و این عزت تنها برای این بود که شاه او را امینی مخلص و خدمتگزاری با حقیقت می‌دانست و از قول اسکندر بیک ترکمان صاحب عالم آرا که خود منشی مخصوص بود عزت او نزد شاه به خوبی می‌توان دریافت. احمد منشی قمی در گلستان هنر ضمن شرح حال مختصری که راجع به علی‌رضا نوشته می‌نگارد: «از جمله مقربان و مخصوصان پادشاه عالمیانند و گاهی به کتابت و قطعه نویسی اشتغال دارند و پیوسته در مجلس بهشت آئین و محفل خاص خلد برین و نوازشات بی‌غایت سرافراز و مفتخرند» غرض اینست که در دربار شاه عباس نظیر علی‌رضا کم می‌شناسیم که مقرب خاص بوده و این امتیاز را تا پایان سلطنت پادشاهی چون شاه عباس که به نزدیکان خود هرگز اعتماد نمی‌کرد و اکثر آنان را به بهانه‌های گوناگون می‌کشت حفظ کرده باشد. نصرآبادی در تذکره خود که نام علیرضا را جزو شعرای خوشنویس، بعد از ملا عبدالباقی معلم ثلث‌نویس مشهور نقل کرده و می‌نویسد: اگر چه فضیلت او به مولانا عبدالباقی نمی‌رسد؛ اما بسیار پاکیزه وضع و آدمی روشن بوده‌است. از این قول به خوبی می‌توان حدس زد که مقصود میرزا طاهر نصرآبادی ستایش صفات نیک انسانی در رفتار و کردار اوست و ادب و آداب در مقام قرابت با شاه و قاضی میر احمد منشی او را به اخلاق حمیده و اوصاف پسندیده می‌ستاید.
علیرضا عباسی باید اواخر سلطنت شاه صفی را هم دریافته باشد. اما چون سال وفات وی به درستی معلوم نیست، باید به تقریب او را عمری طولانی برخوردار دانسته و  بگوییم تا اواخر سلطنت شاه صفی (۱۰۳۷–۱۰۵۲ه‍.ق) در قید حیات بوده‌است. از علیرضا دو پسر یکی بدیع‌الزمان که در خط نستعلیق استاد و دارای فضائل و کمالات علمی بوده و محمد رضا که خط نسخ را خوش می‌نوشته‌است می‌شناسیم.

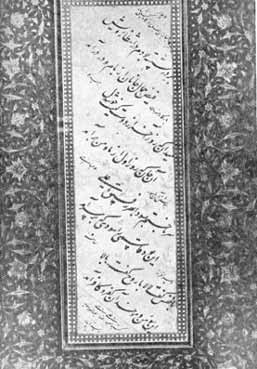
قطعه چلیپا به خط نستعلیق اثر علیرضا عباسی قرن یازدهم هجری

علی‌رضا شعر هم می‌گفت و علاوه بر خوشنویسی در نقاشی نیز مهارت داشت. از این رو گاهی وی را با رضا عباسی نقاش پرآوازه هم‌عصرش اشتباه گرفته‌اند. از آنجایی که علیرضای عباسی رئیس کتابخانه سلطنتی بوده از این لحاظ موظف بوده که کلیه کتاب‌های خطی، مینیاتورها، تذهیبها و قطعات و مرقعات خطی را که به شاه عباس تقدیم می‌شده از لحاظ مسئولیت، نام خود را در روی آن‌ها یادداشت و در دفاتر سلطنتی نیز به ثبت برساند و به علت شباهت اسمی بعضی از مستشرقین اروپایی مانند میتوخ آلمانی و بعضی از مورخین و نویسندگان ایرانی اشتباهاً علیرضا عباسی را مینیاتور ساز و تذهیب کار معرفی نموده‌اند؛ در صورتی که این موضوع به احتمال زیاد نباید درست باشد.
از اشعار معروف علیرضا عباسی یکی این رباعی است:
| تا خانه نشین شدی تو ای در خوشاب |  | پیوسته مراست از غمت دیده بر آب  |
| من خانه دل خراب کردم ز غمت      |  | تو خانه نشین شدی و من خانه خراب |

تذکره‌نویسان این رباعی را هم بنام علیرضا ثبت کرده‌اند.
| تا ز آتش عشقت جگرم گشت کباب |  | پیوسته رود ز دیده و دل نمک آب |
| آسودگی و عشق تو امریست محال |  | صبر و دل بی‌قرار نقشیست بر آب  |

گفته می‌شود اختلاف سلیقه و روش او با میرعماد، که او نیز هنرمندی خوشنویس بود و در نستعلیق‌نویسی او را سرآمد دیگران می‌دانند، موجب کدورت و انگیزه حسادت میان این دو استاد گردید. این حسادات پایان تلخی داشت و به قتل فجیع میرعماد انجامید. هر چند به دلایل مختلف این را یک افسانه بزرگ ساختگی دانسته‌اند که در هیچ‌یک از منابع قدیمی اشاره و ثبت نگشته‌است.

## شاگردان
از شاگردان او عبدالباقی تبریزی، محمد رضا امامی و محمد صالح امامی یا اصفهانی از همه مشهورتر هستند.

## آثار

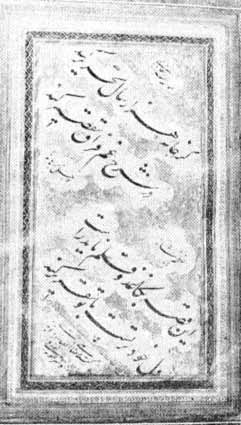
قطعه چلیپا به خط نستعلیق اثر علی‌رضا عباسی قرن یازدهم هجری، گر خامه هزار سال تحریر کند / در شرح غم فراق تقصیر کند -- این قصه به کاغذ و قلم ناید راست / دل خود بر تست با تو تقریر کند

گرانبهاترین اثری که از او باقیست، قرآن بزرگ کتابخانه آستان قدس رضوی است.
کتیبه‌های سردر و کتیبه بزرگ کمربندی داخل گنبد مسجد شیخ لطف‌الله به خط ثلث مورخ به سال ۱۰۱۲ هجری اثر اوست کتیبه زیبای سر در تاریخی مسجد شیخ لطف‌الله به قلم علی‌رضا عباسی به شرح زیر است: ‹‹امر بانشاء هذا المسجد المبارک السلطان الاعظم و الخاقان الاکرم محیی مراسم آبائه الطاهرین مروج مذهب الائمه المعصومین ابوالمظفر عباس الحسینی الموسوی الصفوی بهادر خان خلد الله تعالی ملکه واجری فی بحار التأیید فلکه بمحمد و آله الطیبین الطاهرین المعصومین صلوات الله و سلامه علیه و علیهم اجمعین کتبها علی رضا العباسی ۱۰۱۲ ››
دو کتیبه کمربندی داخل مسجد شیخ لطف‌الله که در قسمت پائین گنبد بخط ثلث سفید بر زمینه کاشی لاجوردی معرق جلب توجه می‌کند، به قلم علی‌رضا عباسی است. در انتهای کتیبه اول که شرح آداب ورود به مسجد از قول پیغمبر اسلام است، نام خوشنویس چنین آمده‌است: ‹‹کتبها علی‌رضا العباسی فی ۱۰۲۵›› و در انتهای کتیبه دوم که مشتمل بر تمام آیات سوره جمعه و سوره نصر است نوشته شده: ‹‹کتبها علی‌رضا العباسی غفر الله ذنوبه››
از کتیبه‌های معروف او کتیبه سردر مسجد امام (شاه)) اصفهان به خط ثلث مورخ به سال ۱۰۲۵ هجری را می‌توان نام برد و کتیبه چهارسوی اصفهان، هنوز باقی است و حکایت از کمال پختگی و هنرمندی قلم او دارد.
در مشهد گنبد زرین حرم علی بن موسی‌الرضا در پوشش خارجی آن که طلاکاری است، دارای کتیبه‌ای زیبا و بزرگ به خط علی‌رضا عباسی است، متن این کتیبه که در چهار ترنج و به عربی نوشته شده، حاکی از زیارت شاه عباس از حرم و تزیین آن به دستور وی به سال ۱۰۱۰–۱۰۱۶ ه‍.ق (۹۷۸–۹۸۴ ه‍.ش) است. در داخل گنبد، در منتهی‌الیه چهار دیوار حرم که زیر تاق گنبد واقع شده‌است، سوره جمعه به خط ثلث علیرضا عباسی نوشته شده‌است. صندوق چوبی و قدیمی قبر مطهر دارای کتیبه‌ای به خط علیرضای عباسی است که در روی آن حک شده‌است: کلب آستان شاه ولایت عباس الحسینی الموسوی الصفوی تقدیم نمود سنه ۱۰۲۲ همچنین کتیبه‌های طلای درِ سابق حرم علی بن موسی‌الرضا به خط اوست که امروزه در موزه آستان قدس رضوی نگهداری می‌شود. کتیبه‌های ضریح مربوط به دوره صفوی نیز به خط علی‌رضا عباسی بوده‌است.
کتیبه طلای این ضریح که شامل تمام آیه الکرسی در شش لوحه هر یک به اندازه ۱۹٫۵ ×۲۵۴ سانتیمتر می‌باشد و اشعار فارسی خط نستعلیق روی هشت صفحه هر کدام به طول ۸۸ سانتیمتر و عرض ۳۰ سانتیمتر طلا. کتیبه خط ثلث علیرضا شامل صلوات کبیر که پائین بعضی حاشیه‌های آن‌ها ریخته شده‌است. شامل ابیات زیر:
| سر به جای پا درون روضه‌ات عمداً نهم |  | زآنکه می‌ترسم که بر بال ملائک پا نهم |
| در محشر اگر لطف تو خیزد بشفاعت    |  | بسیار بجویند و گنهکار نیابند        |
| شفیع خلق بروز جزا توانم بود       |  | اگر سگی ز سگان رضا توانم بود        |

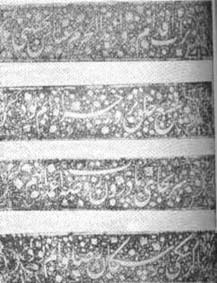
بخشی از کتیبه‌های اسبق ضریح حرم علی بن موسی‌الرضا، نمونه خط نستعلیق علی‌رضا عباسی، قرن یازدهم هجری، تراب اقدام زوار هذالحرم عباس الحسینی -- شفیع خلق بروز جزا توانم بود -- سر به جای پا درون روضه‌ات عمداً نهم -- اگر سگی ز سگان رضا توانم بود

و دو لوحه بزرگ و یک لوحه کوچک خط نستعلیق شامل تاریخ به این مضمون: «امر بصیاغه المرقد الاشرف الاقدس» و روی لوحه دیگر این عبارت نوشته شده: «تراب اقدام زوار هذالحرم عباس الحسینی». و در دو کنار این لوحه یک طرف نوشته شده: «کتبه عبد المذنب» طرف دیگر چنان‌که ملاحظه می‌شود نوشته شده «علیرضا عباسی سنه ۱۰۱۱» و روی لوح کوچک دیگر تحریر یافته «عمل کلب رضا مستعلی سنه ۱۰۱۲»
کتیبه‌های سردر بنای خواجه ربیع در مشهد هم به خط اوست. این دو کتیبه زیبا با تاریخ‌های ۱۰۲۶ و ۱۰۳۱ ه‍.ق در داخل گنبد و ساقه خارجی آن سال‌های احداث و تزیین بنا را می‌نمایاند.
یک امضا از علیرضا عباسی نیز در کتیبه مسجد مقصودبیک اصفهان به تاریخ ۱۰۱۱ ه‍.ق موجود است.
از آثار خطاطی او رساله عینیه شیخ احمد غزالی به قلم علی‌رضا عباسی در مصر در کتابخانه محمد علی پاشا موجود است و همچنین رساله مرصاد العباد شیخ نجم الدین رازی که با آب طلا در روی کاغذ خانبالغ نوشته‌است در اسکندریه نزد یکی از اروپاییان موجود است. کتاب اسرارالنقطه امیر سید علی ابن شهاب الدین محمد همدانی را به خط نستعلیق بسیار زیبا به سبک میر علی هروی خوشنویس معروف با قلم خفی (ریز) نوشته که در استانبول نزد یکی از مشایخ سلسله جلالی می‌باشد. کتاب منتخب تاریخ الجنان و منتخب کتاب روضة الریاحین از تصانیف امام عبدالله الیافی الیمینی را به دستور شاه عباس به خط ثلث، نوشته‌است. اغلب کتاب‌های خطی و قطعات و مرقعات او را به خارج از ایران برده، زینت بخش موزه‌های خارجی و کتابخانه‌های شخصی ساخته‌اند.

در قزوین کتیبه سردر عالی‌قاپو به خط علی‌رضا عباسی تبریزی است.

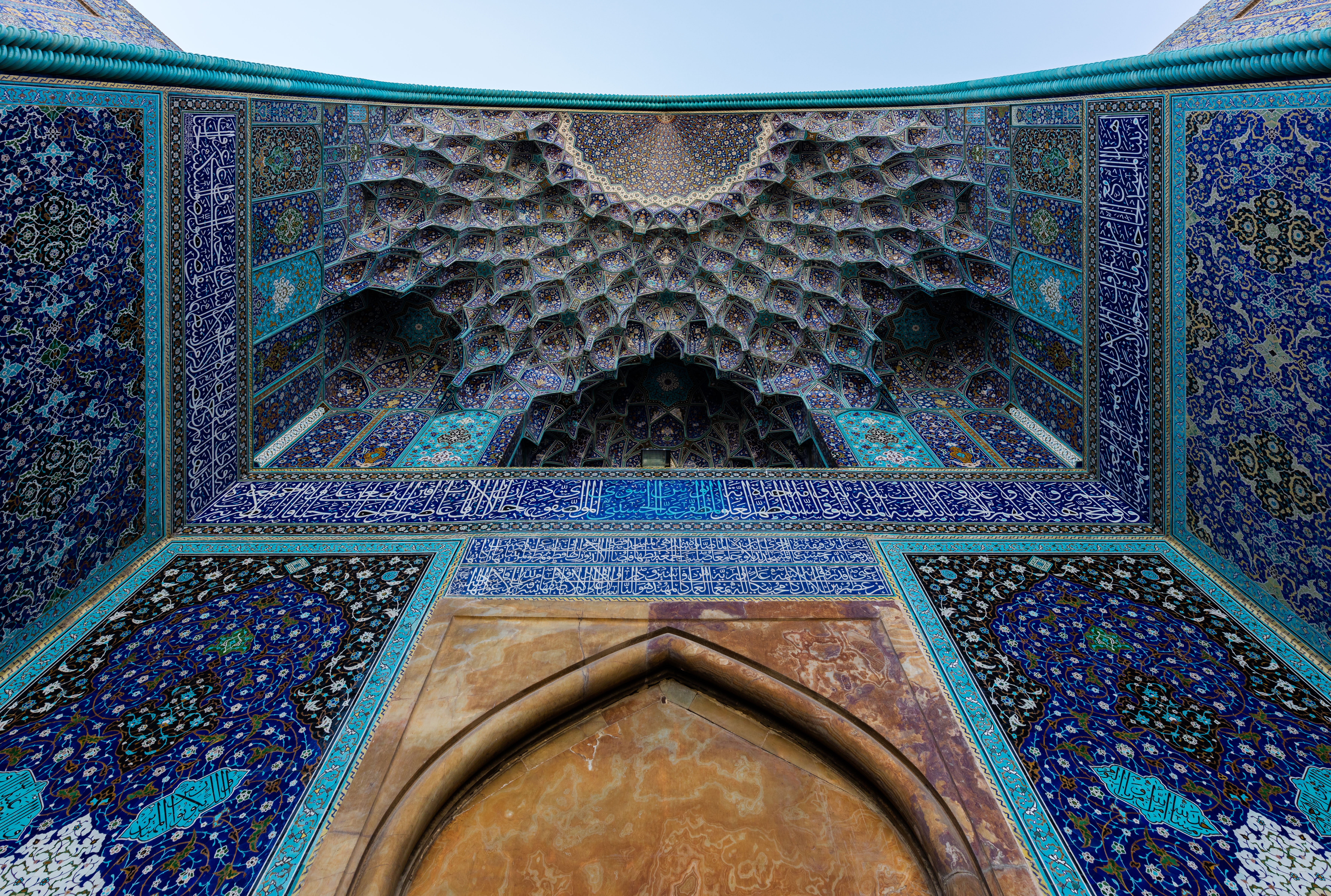
کتیبهٔ بالایی ایوان مسجد شاه اصفهان به رقم علیرضا عباسی، ۱۰۲۵ ه.ق.